# Lúmen (anatomia)
Lúmen (em latim: lūmen, abertura ou luz) é um espaço interno ou cavidade dentro de uma estrutura com formato de tubo num corpo, como as artérias e o intestino. Em arteriosclerose, gordura se deposita e estreita o lúmen de uma artéria.
Na anatomia humana, o intestino é o segmento do canal alimentar que se estende a partir do esfíncter do piloro do estômago ao ânus e, em seres humanos e outros mamíferos, constituída por dois segmentos, o intestino delgado e o intestino grosso. Nos seres humanos, o intestino delgado é subdividido em duodeno, jejuno e íleo, enquanto o intestino grosso é subdividido em ceco e cólon.

## Significados
Sendo um termo amplo, lúmen pode ter diversos significados dependendo do contexto. Entre eles, pode ser:
- O interior de um vaso dentro do corpo, como o pequeno espaço central dentro de artérias ou veias, ou qualquer vaso relacionado onde circule o sangue.
- O espaço dentro do retículo endoplasmático, aparelho de Golgi ou microtúbulos.

Numa escala maior, pode se referir a:
- O interior do aparelho digestivo
- Os caminhos dos brônquios dentro dos pulmões
- O interior dos ductos coletores de urina
- O canal vaginal